# Алтарьов Дмитро Володимирович
Дмитро Володимирович Алтарьов (рос. Дмитрий Владимирович Алтарёв; 13 серпня 1980, м. Пенза, СРСР) — російський хокеїст, нападник. Виступає за «Югра» (Ханти-Мансійськ) у Континентальній хокейній лізі.
Вихованець хокейної школи «Дизель» (Пенза). Виступав за «Дизель» (Пенза), «Торпедо» (Нижній Новгород), «Югра» (Ханти-Мансійськ), «Металург» (Магнітогорськ).